# Warren Beatty
Warren Beatty, nato Henry Warren Beaty (Richmond, 30 marzo 1937), è un attore, produttore cinematografico, sceneggiatore e regista statunitense, fratello minore di Shirley MacLaine.
Nella sua carriera Beatty è stato candidato quattro volte all'Oscar al miglior attore, per Gangster Story, Il paradiso può attendere, Reds e Bugsy, senza mai aggiudicarsi il premio. Ha vinto però il premio due volte in altre categorie: come miglior regista per il film Reds, mentre come produttore lo ha vinto nel 2000 aggiudicandosi il Premio alla memoria Irving G. Thalberg.

## Biografia

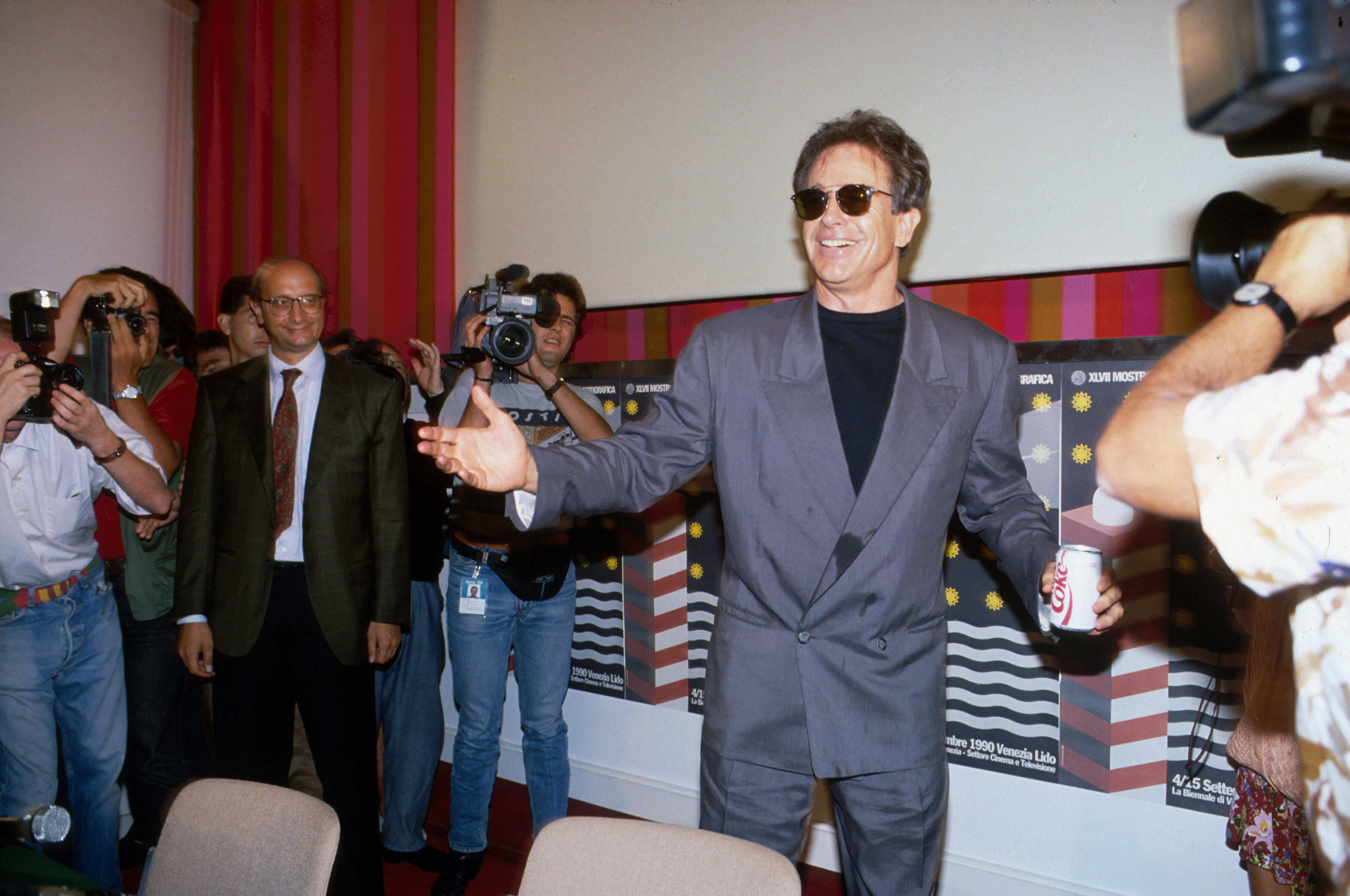
Warren Beatty alla 47ª Mostra internazionale d'arte cinematografica di Venezia (1990)

È il secondogenito di Ira Owens Beaty e Kathlyn Corinne MacLean.
Esordì al cinema in giovane età, accanto a Natalie Wood nel film Splendore nell'erba (1961) di Elia Kazan, considerato uno degli ultimi capolavori del regista. Nello stesso anno lavorò con Vivien Leigh in La primavera romana della signora Stone (1961), continuando con E il vento disperse la nebbia (1962), Lilith - La dea dell'amore (1964), Mickey One (1965), Spogliarello per una vedova (1965), La truffa che piaceva a Scotland Yard (1966), Gangster Story (1967) di Arthur Penn, in cui duettò con Faye Dunaway, L'unico gioco in città (1970) di George Stevens, con Elizabeth Taylor, I compari (1971) di Robert Altman, Il genio della rapina (1971) di Richard Brooks e Perché un assassinio (1974) di Alan J. Pakula.
Nello stesso anno recitò in Due uomini e una dote (1974) di Mike Nichols, accanto a Jack Nicholson, il quale reciterà anche in Reds (1981), che varrà a Beatty il premio Oscar al miglior regista. Tra gli altri numerosi film a cui ha preso parte, tra i più famosi: Shampoo (1975), Ishtar (1987), accanto a Dustin Hoffman, e Love Affair - Un grande amore (1994), in cui compare Katharine Hepburn. Beatty diresse se stesso ne Il paradiso può attendere (1978), Dick Tracy (1990), con Madonna, James Caan e Al Pacino, e Bulworth - Il senatore (1998).
Già dagli anni sessanta incominciò a interessarsi alla produzione e alla regia, tanto che è l'unico assieme a Orson Welles a poter vantare per lo stesso film ben 4 candidature nelle categorie principali. Grazie al film Reds, ottenne infatti le candidature come miglior attore, miglior produttore, miglior regista e miglior sceneggiatura (Welles aveva raggiunto lo stesso risultato con Quarto potere).
Forse per questo motivo rinunciò a diverse offerte interessanti, lasciando la possibilità a Robert Redford di costruire una altrettanto brillante carriera. Beatty rifiutò infatti di prendere parte ai film A piedi nudi nel parco, Butch Cassidy e La stangata, che spianarono la strada a Redford.
Dopo Amori in città... e tradimenti in campagna (2001) dove è coprotagonista, Beatty non è più apparso né come regista né come attore per 15 anni, se si esclude il breve speciale televisivo Dick Tracy Special (2010) dove reinterpreta Dick Tracy in una finta intervista. Nel 2016 è uscito il film L'eccezione alla regola, con il quale Beatty è tornato nel ruolo di regista, sceneggiatore e attore.

## Vita privata

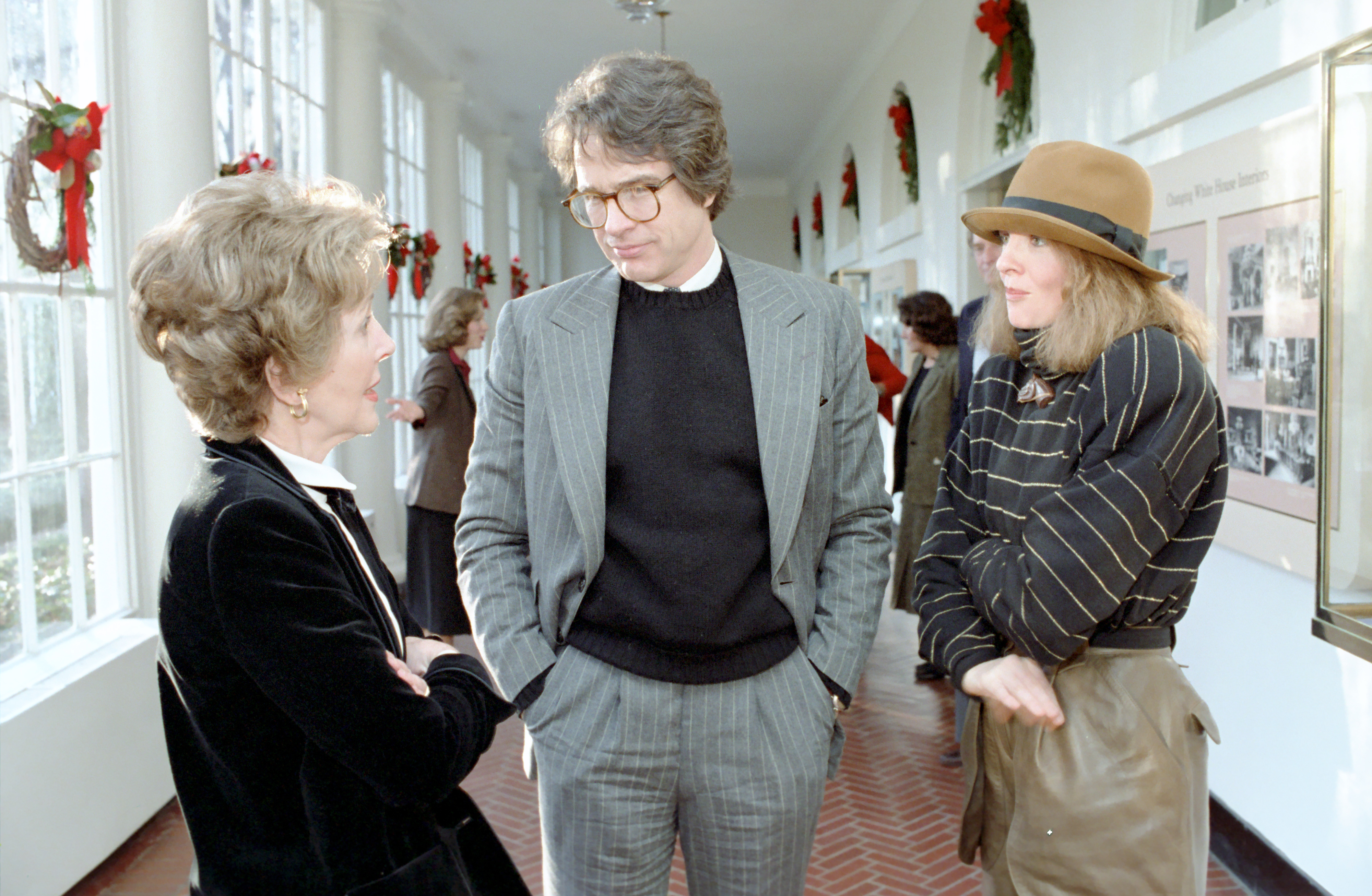
Beatty con Diane Keaton e la first lady Nancy Reagan per la proiezione alla Casa Bianca di Reds (1981)

I giornali scandalistici gli attribuiscono una quantità indefinita di relazioni sentimentali, che a volte hanno anche influito sulla sua carriera e viceversa.
Negli anni cinquanta, quando era un giovane attore televisivo, ottenne maggiore visibilità grazie al legame con Joan Collins, allora attrice affermata, e venne notato dal regista Elia Kazan, che gli propose il ruolo di protagonista nel film Splendore nell'erba. Nonostante la Collins fosse stata presentata in famiglia, Beatty la lasciò per la co-protagonista Natalie Wood, all'epoca in piena crisi matrimoniale con Robert Wagner, ma questo legame durò poco a causa dell'interesse dell'attore per Lana Wood, sorella di Natalie. In seguito si legò alla francese Leslie Caron, ma venne coinvolto nella causa di separazione dell'attrice dal marito Peter Hall e additato come rovinafamiglie, etichetta che in seguito lo indusse a evitare relazioni con donne sposate.
È stato fidanzato dal 1967 al 1973 con l'attrice Julie Christie, con la quale condividerà lo schermo diverse volte, anche dopo la rottura del loro legame, attribuibile alla storia dell'attore con Goldie Hawn. I tre hanno anche lavorato assieme nel film Shampoo. Negli anni sessanta ebbe anche una relazione con Cher e con Michelle Phillips, voce dei The Mamas & the Papas, mentre dal 1978 fino alla lavorazione del film Reds (1981) è stato fidanzato con la collega Diane Keaton. La difficile lavorazione del film, che pure ottenne grandi consensi, mise a dura prova il loro rapporto, che si ruppe. In seguito si legò all'attrice francese Isabelle Adjani ma, se la relazione sentimentale funzionò, la collaborazione sullo schermo si rivelò fallimentare.
Prima e durante la lavorazione del film Dick Tracy, si legò a Madonna, con la quale apparve nel 1991 nel film documentario A letto con Madonna. Dal 1992 è sposato con l'attrice Annette Bening; la coppia ha 4 figli: Kathlyn (1992), Benjamin (1994), Isabel (1997) e Ella (2000). Nel 2012 Kathlyn ha fatto coming out come uomo transgender e ha cambiato il suo nome da Kathlyn a Stephen Ira Beatty.
Sostenitore del Partito Democratico statunitense, Beatty non ha mai lavorato assieme alla sorella Shirley MacLaine, che deve la sua carriera ai grandi registi della vecchia Hollywood come Vincente Minnelli o Billy Wilder, mentre Beatty ha preferito collaborare con la nuova generazione di registi come Arthur Penn o Robert Altman. L'ipotesi di una collaborazione tra Beatty e la MacLaine per il film Gangster Story venne scartata, poiché l'interpretazione di una coppia di amanti da parte di due fratelli avrebbe potuto destare scandalo.

## Filmografia

### Attore

#### Cinema
- Splendore nell'erba (Splendor in the Grass), regia di Elia Kazan (1961)
- La primavera romana della signora Stone (The Roman Spring of Mrs. Stone), regia di José Quintero (1961)
- E il vento disperse la nebbia (All Fall Down), regia di John Frankenheimer (1962)
- Lilith - La dea dell'amore (Lilith), regia di Robert Rossen (1964)
- Mickey One, regia di Arthur Penn (1965)
- Spogliarello per una vedova (Promise Her Anything), regia di Arthur Hiller (1965)
- La truffa che piaceva a Scotland Yard (Kaleidoscope), regia di Jack Smight (1966)
- Gangster Story (Bonnie and Clyde), regia di Arthur Penn (1967)
- L'unico gioco in città (The Only Game in Town), regia di George Stevens (1970)
- I compari (McCabe & Mrs. Miller), regia di Robert Altman (1971)
- Il genio della rapina ($), regia di Richard Brooks (1971)
- Perché un assassinio (The Parallax View), regia di Alan J. Pakula (1974)
- Shampoo, regia di Hal Ashby (1975)
- Due uomini e una dote (The Fortuner), regia di Mike Nichols (1975)
- Il paradiso può attendere (Heaven Can Wait), regia di Warren Beatty e Buck Henry (1978)
- Reds, regia di Warren Beatty (1981)
- Ishtar, regia di Elaine May (1987)
- Dick Tracy, regia di Warren Beatty (1990)
- A letto con Madonna (Madonna: Truth or Dare), regia di Alek Keshishian - documentario (1990)
- Bugsy, regia di Barry Levinson (1991)
- Love Affair - Un grande amore (Love Affair), regia di Glenn Gordon Caron (1994)
- Bulworth - Il senatore (Bulworth), regia di Warren Beatty (1998)
- Amori in città... e tradimenti in campagna (Town & Country), regia di Peter Chelsom (2001)
- L'eccezione alla regola (Rules Don't Apply), regia di Warren Beatty (2016)

#### Televisione
- Kraft Television Theatre - serie TV, 1 episodio (1957)
- Studio One - serie TV, 1 episodio (1957)
- Suspicion - serie TV, 1 episodio (1957)
- Look Up and Live - serie TV, 2 episodi (1959)
- Playhouse 90 - serie TV, 1 episodio (1959)
- The Many Loves of Dobie Gillis - serie TV, 5 episodi (1959-1960)
- Alcoa Presents: One Step Beyond - serie TV, 1 episodio (1960)

### Regista
- Il paradiso può attendere (Heaven Can Wait) (1978)
- Reds (1981)
- Dick Tracy (1990)
- Bulworth - Il senatore (Bulworth) (1998)
- L'eccezione alla regola (Rules Don't Apply) (2016)

### Sceneggiatore
- Shampoo, regia di Hal Ashby (1975)
- Il paradiso può attendere (Heaven Can Wait), regia di Warren Beatty e Buck Henry (1978)
- Reds, regia di Warren Beatty (1981)
- Love Affair - Un grande amore (Love Affair), regia di Glenn Gordon Caron (1994)
- Bulworth - Il senatore (Bulworth), regia di Warren Beatty (1998)
- L'eccezione alla regola (Rules Don't Apply), regia di Warren Beatty (2016)

### Produttore
- Ciao Pussycat, regia di Clive Donner e Richard Talmadge (1965) - non accreditato
- Gangster Story (Bonnie and Clyde), regia di Arthur Penn (1967)
- Shampoo, regia di Hal Ashby (1975)
- Il paradiso può attendere (Heaven Can Wait), regia di Warren Beatty e Buck Henry (1978)
- Reds, regia di Warren Beatty (1981)
- Ishtar, regia di Elaine May (1987)
- Ehi... ci stai? (The Pick-up Artist), regia di James Toback (1987)
- Dick Tracy, regia di Warren Beatty (1990)
- Bugsy, regia di Barry Levinson (1991)
- Love Affair - Un grande amore (Love Affair), regia di Glenn Gordon Caron (1994)
- Bulworth - Il senatore (Bulworth), regia di Warren Beatty (1998)
- L'eccezione alla regola (Rules Don't Apply), regia di Warren Beatty (2016)

## Riconoscimenti
- Premio Oscar
  - 1968 – Candidatura al miglior film per Gangster Story
  - 1968 – Candidatura miglior attore protagonista per Gangster Story
  - 1976 – Candidatura alla migliore sceneggiatura originale per Shampoo
  - 1979 – Candidatura al miglior film per Il paradiso può attendere
  - 1979 – Candidatura al miglior regista per Il paradiso può attendere
  - 1979 – Candidatura al miglior attore protagonista per Il paradiso può attendere
  - 1979 – Candidatura alla migliore sceneggiatura non originale per Il paradiso può attendere
  - 1982 – Candidatura al miglior film per Reds
  - 1982 – Miglior regista per Reds
  - 1982 – Candidatura al miglior attore protagonista per Reds
  - 1982 – Candidatura alla migliore sceneggiatura originale per Reds
  - 1992 – Candidatura al miglior film per Bugsy
  - 1992 – Candidatura miglior attore protagonista per Bugsy
  - 1999 – Candidatura alla migliore sceneggiatura originale per Bulworth - Il senatore
  - 2000 – Premio alla memoria Irving G. Thalberg

- Golden Globe
  - 1962 – Candidatura miglior attore in un film drammatico per Splendore nell'erba
  - 1962 – Miglior attore debuttante per Splendore nell'erba
  - 1968 – Candidatura miglior attore in un film drammatico per Gangster Story
  - 1976 – Candidatura miglior attore in un film commedia o musicale per Shampoo
  - 1979 – Miglior attore in un film commedia o musicale per Il paradiso può attendere
  - 1982 – Miglior regista per Reds
  - 1982 – Candidatura miglior attore in un film drammatico per Reds
  - 1982 – Candidatura migliore sceneggiatura per Reds
  - 1992 – Miglior film drammatico per Bugsy
  - 1992 – Candidatura miglior attore in un film drammatico per Bugsy
  - 1999 – Candidatura miglior attore in un film commedia o musicale per Bulworth - Il senatore
  - 1999 – Candidatura migliore sceneggiatura per Bulworth – Il senatore
  - 2007 – Golden Globe alla carriera

### Altri riconoscimenti
- Candidatura ai Chicago Film Critics Association Awards 1991: Miglior attore protagonista per Bugsy
- Candidatura agli MTV Movie Awards 1992: Miglior bacio (condiviso con Annette Bening) per Bugsy
- National Board of Review Awards 1991: Miglior attore protagonista per Bugsy
- Candidatura ai Los Angeles Film Critics Association Awards 1991: Miglior attore protagonista per Bugsy
- Candidatura ai National Society of Film Critics Awards 1992: Miglior attore protagonista per Bugsy
- Leone d'oro alla carriera (1998)
- AFI Life Achievement Award (2008)

## Doppiatori italiani
Nelle versioni in italiano dei suoi film, Warren Beatty è stato doppiato da:
- Cesare Barbetti in E il vento disperse la nebbia, L'unico gioco in città, Ishtar, Dick Tracy, Bugsy, Love Affair - Un grande amore, Bulworth - Il senatore
- Pino Colizzi in La truffa che piaceva a Scotland Yard, I compari, Shampoo, Due uomini e una dote, Il paradiso può attendere, Reds
- Nando Gazzolo in Splendore nell'erba, La primavera romana della signora Stone
- Sergio Graziani in Lilith - La dea dell'amore
- Massimo Turci in Spogliarello per una vedova
- Giancarlo Maestri in Gangster Story
- Adalberto Maria Merli ne Il genio della rapina
- Luciano Melani in Perché un assassinio
- Marco Manusso in A letto con Madonna
- Gino La Monica in Amori in città... e tradimenti in campagna
- Mario Cordova in L'eccezione alla regola